# Iñaki Garay
Iñaki Garay Mugaguren (Bedia, Vizcaya, 31 de enero de 1952) es un exfutbolista español. Jugaba en la posición de centrocampista.

## Trayectoria
Se formó en las categorías inferiores del Athletic Club desde los doce años, dando el salto a su filial (Bilbao Athletic) en 1971. En el filial bilbaíno pasó dos temporadas, llegando a anotar veintidós tantos en la última de ellas. El 7 de abril de 1974 debutó con el primer equipo en una victoria por 2 a 0 ante el Real Oviedo. En enero de 1975 fue cedido al Barakaldo CF hasta final de temporada. Regresó al Athletic Club de cara a la siguiente temporada, siendo la temporada 1976-77 la que más participación tuvo. Esa temporada coincidió con el subcampeonato de Copa de la UEFA y Copa del Rey.
En 1978 se marchó a la AD Almería, a la que acababa de llegar Maguregui como entrenador. En su primera campaña logró el ascenso a Primera División, siendo titular indiscutible. Pasó tres temporadas más en el equipo almeriense, las dos primeras de ellas en Primera División.
Continuó su carrera por el Real Jaén y, después, en el Andorra Club de Fútbol de Segunda B. Su último equipo fue la Real Balompédica Linense, donde pasó cuatro temporadas dando un gran rendimiento.

## Clubes
| Club                     | País   | Año       |
| ------------------------ | ------ | --------- |
| Bilbao Athletic          | España | 1971-1973 |
| Athletic Club            | España | 1973-1974 |
| Barakaldo CF             | España | 1975      |
| Athletic Club            | España | 1975-1978 |
| AD Almería               | España | 1978-1982 |
| Real Jaén                | España | 1982-1983 |
| Andorra Club de Fútbol   | España | 1983-1984 |
| Real Balompédica Linense | España | 1984-1988 |